# 마이애미비치 플라밍고스
마이애미비치 플라밍고스(Miami Beach Flamingos)는 미국 플로리다주 마이애미비치를 연고지로 했던 마이너 리그 베이스볼 팀이다. 1940년부터 1942년까지 플로리다 이스트 코스트 리그에 속해 있었으며, 1946년부터 1952년, 1954년에는 플로리다 인터내셔널 리그에 속해 있었다. 홈구장은 플라밍고 필드를 사용했다.

## 역대 주요 선수
- 진 비어든
- 잭 브리틴
- 해리 초즌
- 제시 레반
- 미니 멘도사
- 베이비 오르티스
- 지미 아웃로
- 화이티 플랫
- 맥스 로젠펠드